# Tomáš Linhart
Tomáš Linhart (* 16. února 1984, Pardubice) je český hokejista hrající na postu obránce. Dorostenecká a juniorská léta své kariéry strávil v Pardubicích, za něž v sezóně 2003/2004 i poprvé nastoupil v extralize, tedy nejvyšší české soutěži v ledním hokeji. V sezónách 2001/2002, 2003/2004 až 2006/2007 nastupoval vedle pardubického mužstva též za prvoligové HC VČE Hradec Králové. Sezónu 2007/2008 již odehrál výhradně za pardubické mužstvo. Začátek další – 2008/2009 – sice ještě začal v Pardubicích, avšak v jejím průběhu se přesunul do Zlína. Od sezóny 2013/2014 hájí barvy HC Oceláři Třinec.
Českou republiku reprezentoval v jejích reprezentacích do sedmnácti, osmnácti i dvaceti let. V roce 2004 se zúčastnil i mistrovství světa hráčů do 20 let, na němž reprezentace získala čtvrté místo. V tomtéž roce nastoupil i v jednom přípravném zápase mužské reprezentace České republiky.

## Hráčská kariéra
- 1999-00 HC IPB Pojišťovna Pardubice (E) - dor.
- 2000-01 HC IPB Pojišťovna Pardubice (E) - jun.
- 2001-02 HC IPB Poj. Pardubice (E) - jun., HC VČE Hradec Králové (1. liga)
- 2002-03 London Knights (OHL)
- 2003/2004 HC Moeller Pardubice ELH, HC VČE Hradec Králové (1. liga)
- 2004/2005 HC Moeller Pardubice ELH, HC VČE Hradec Králové (1. liga)
- 2005/2006 HC Moeller Pardubice ELH, HC VČE Hradec Králové (1. liga)
- 2006/2007 HC Moeller Pardubice ELH, HC VČE Hradec Králové (1. liga)
- 2007/2008 HC Moeller Pardubice ELH
- 2008/2009 RI OKNA Zlín ELH
- 2009/2010 PSG Zlín ELH
- 2010/2011 PSG Zlín ELH
- 2011/2012 PSG Zlín ELH
- 2012/2013 PSG Zlín ELH
- 2013/2014 HC Oceláři Třinec ELH
- 2014/2015 HC Oceláři Třinec ELH
- 2015/2016 HC Oceláři Třinec ELH
- 2016/2017 HC Oceláři Třinec ELH
- 2017/2018 HC Oceláři Třinec ELH
- 2018/2019 Mountfield HK ELH
- 2019/2020 Mountfield HK ELH
- 2020/2021 HC Stadion Vrchlabí (1. liga)
- 2021/2022 HC Stadion Vrchlabí (1. liga)
- 2022/2023 HC Stadion Vrchlabí (KLLH)
- 2023/2024 HC Stadion Vrchlabí (KLLH)
- 2024/2025 HC Stadion Vrchlabí (KLLH)